# Jürgen Groh
Jürgen Groh (Heppenheim, 17 de julho de 1956) é um ex-futebolista profissional alemão que atuava como defensor.

## Carreira
Jürgen Groh se profissionalizou no 1. FC Kaiserslautern	.

## Seleção
Jürgen Groh integrou a Seleção Alemã-Ocidental de Futebol nos Jogos Olímpicos de Verão de 1984, em Los Angeles.